# Slaviša Mitrović
Slaviša Mitrović este un fotbalist bosniac retras din activitate. În România a evoluat la echipa FC Național București.